# Dolores (Uruguai)
Dolores é uma cidade do Uruguai localizada no departamento de Soriano. Cresceu às margens do  Rio San Salvador, afluente do Rio Uruguai. Sua economia baseia-se na atividade agropecuária e a cidade é conhecida como la capital del trigo ou el granero del Uruguay. Lá,  em 1528, foi organizada a primeira plantação de trigo da América Latina.
Segundo o censo de 2011, a cidade contava com 17 174 habitantes. 

## Desastre natural

O Tornado passando pela cidade

No dia 15 de abril de 2016, a cidade de Dolores foi afetada por um tornado F3, que deixou metade da cidade destruída, pelo menos 7 mortos e mais de 250 feridos, além de milhões de dólares em perdas materiais. A cidade já tinha sido atingida por um tornado F3 de vórtices múltiplos em 2012.